# Тис ягідний (Кам'янець-Подільський, вул. Шевченка)
Тис я́гідний — ботанічна пам'ятка природи місцевого значення в Україні. Розташована в межах міста Кам'янець-Подільський, вул. Шевченка, у сквері «Молодіжному». 
Площа 0,01 га. Статус надано згідно з рішенням облвиконкому від 16.10.1991 року № 171. Перебуває у віданні: КП «Кам'янецький парк». 
Статус надано з метою збереження двох екземплярів тиса ягідного. Вік дерев понад 40 років, висота 5 м.